# 로버트 쇼 (배우)
로버트 쇼(Robert Shaw, 1927년 8월 9일 ~ 1978년 8월 28일)는 잉글랜드의 배우이다.

## 출연 작품
- 공군 대전략
- 젊은 날의 처칠
- 공포의 그림자
- 하수인
- 지옥의 사자들